# Герб Марку-де-Канавезеша
Ге́рб Ма́рку-де-Канаве́зеша — офіційний символ міста Марку-де-Канавезеш, Португалія. Використовується як територіальний герб. У чорному щит золотий фонтан, який вибризкує срібною водою. У нижній частині щита розташований срібний міст із сімома арками, що стоїть у синій річці зі срібними хвилями. Щит увінчує срібна мурована міська корона з п'ятьма вежами.  Під щитом біла стрічка, на якій великими літерами напис португальською: «Marco de Canaveses» (Марку-де-Канавезеш).  Офіційно затверджений 25 лютого 1994 року. Створений на основі попереднього містечкового герба, ухваленого 26 травня 1986 року. 

## Галерея

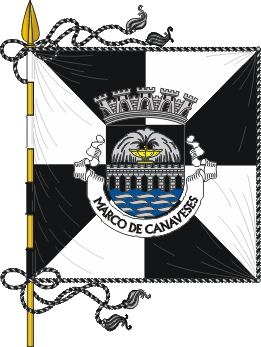
Прапор